# Bad and Boujee
Bad and Boujee ist ein Lied des US-amerikanischen Raptrios Migos aus dem Jahre 2016, welches es zusammen mit dem Musiker Lil Uzi Vert aufnahm. Die erste Singleauskopplung ihres zweiten Studioalbums Culture wurde von den beiden Bandmitgliedern Quavo und Offset, dem Gastrapper Lil Uzi Vert und den Produzenten des Liedes, G Koop und Metro Boomin, geschrieben.

## Musik und Text
Bad and Boujee kann dem Trapgenre zugeschrieben werden. Der Beat besteht aus einer einprägsamen, einfachen Keyboardmelodie, die von subtilen 808-Bass Drums, Hi-Hats und prägnanten Claps untermalt wird. Das Intro, der Refrain und der erste Verse werden von Offset gerappt, Quavo übernimmt die zweite und Lil Uzi Vert die dritte Strophe. Takeoff ist auf dem Lied nicht zu hören. Der Track endet mit einem Fadeout, während das Instrumental wiederholt wird. Auffällig an Bad and Boujee ist sein häufiger Einsatz von Adlibs, die einige Zeilen des Textes ergänzen oder diese teilweise sogar vollkommen ersetzen.
Inhaltlich dreht sich Bad and Boujee um den Aufstieg der Interpreten. Sie geben an, von „nichts“ zu „etwas“ gekommen zu sein, und zelebrieren ihren heutigen ausschweifenden Lebensstil, in dem Drogen und Frauen eine große Rolle spielen. Während sie aussagen, früher nie viel Geld gehabt zu haben, können sie sich heute luxuriöse Statussymbole leisten. Dieser Kontrast wird auch im Titel verdeutlicht, der sich innerhalb des Textes auf eine Liebhaberin Offsets bezieht. „Bad“, zu deutsch eigentlich „schlecht“ oder „böse“, wird hier als Slang verwendet und bedeutet so viel wie „cool“, während „Boujee“ eine beabsichtigte Falschschreibung von “bourgeois” darstellt. Die beiden Komponenten symbolisieren dabei die Unter- und Oberschicht.

## Musikvideo
Das unter der Regie von Daps entstandene Musikvideo zu Bad and Boujee greift das inhaltliche Motiv des Arm-Reich-Kontrastes ebenfalls auf. Dies geschieht insbesondere durch die Symbolträchtigkeit von Lebensmitteln und Modemarken. So wird Fast Food, welches für gewöhnlich nicht mit der oberen Gesellschaftsschicht assoziiert wird, aus Behältnissen gegessen, die das Logo Coco Chanels tragen. In einer weiteren Szene sitzen die beiden vortragenden Migos-Rapper zusammen mit zwei Frauen in einem niedrigpreisig anmutenden Restaurant und essen dort Brathähnchen, wobei samtene Servietten verwendet werden sowie Champagner aus einer goldfarbenen Flasche getrunken wird. Die Frauen sind dabei auffällig hochpreisig gekleidet, und die Künstler sind mit großen Goldketten geschmückt. Quavo sitzt außerdem in weiblicher Begleitung vor einer Neontafel. Mehrere Frauen, die allesamt teure Accessoires und Kleidung tragen, gehen in einen kleinen, in den USA verbreiteten Liquor Store. In anderen Segmenten stehen die Musiker (inklusive Takeoff, der auf der Aufnahme nicht zu hören ist) auf der Straße und tragen das Lied vor; in wieder anderen wird entweder in einer Parkgarage oder im offenen Straßenverkehr mit Motorrädern und Quads posiert und gefahren. Lil Uzi Vert führt dabei eine Gang an, deren Mitglieder ihm auf ihren Fahrzeugen folgen. Er trägt dabei ein Fanshirt des Rocksängers Marilyn Manson, Goldketten und bunt gefärbte Braids.

## Kritiken
Bad and Boujee erhielt äußerst positive Kritiken und fand seit seiner Veröffentlichung in mehreren Bestenlisten Erwähnung. Besonders großes Lob wurde dem herausragenden Refrain zuteil, und auch der Vortrag von Lil Uzi Vert wurde wiederholt hervorgehoben. Das Fehlen von Takeoff auf dem Lied wurde allerdings unterschiedlich aufgefasst. So empfand es Stereogum als Vorteil, da der Rapper das schwächste Gruppenmitglied sei, während Complex darin den einzigen Wermutstropfen des ansonsten großartigen Liedes sah. Da er zwar 2016 erschien, allerdings erst 2017 zu einem großen amerikanischen Charterfolg wurde, tauchte der Titel in Rankings beider Jahre auf. Das Rolling-Stone-Magazin ernannte ihn zum sechstbesten Lied aus 2017 sowie zum zweiundsiebzigstbesten Lied des 21. Jahrhunderts. Auch Complex, Billboard und The Fader schlossen sich unter anderem dem Urteil an und listeten ihn unter den Höhepunkten der zwei Jahre.
Schauspieler, Filmemacher und Rapper Donald Glover alias Childish Gambino dankte in seiner Rede bei den Golden Globe Awards 2017 Migos dafür, Bad and Boujee gemacht zu haben und bezeichnete es als das beste Lied aller Zeiten.

## Kommerzieller Erfolg

### Chartplatzierungen
Vor allem in den USA war Bad and Boujee ein großer kommerzieller Erfolg. Er konnte dort die Spitze der Charts erreichen und war das sechstmeistverkaufte Lied des Jahres 2017. Auch in Kanada konnte es mit Platz 5 eine Position in den Top Ten der Charts ergattern; im Rest der Welt schlug es sich nur moderat in den Hitparaden. In Deutschland erreichte der Titel Platz 65 und in der Schweiz Platz 31, in Österreich konnte es sich nicht in den Charts beweisen.
| ChartsChartplatzierungen       | Höchstplatzierung | Wochen |
| ------------------------------ | ----------------- | ------ |
| Deutschland (GfK)              | 65 (9 Wo.)        | 9      |
| Schweiz (IFPI)                 | 31 (15 Wo.)       | 15     |
| Vereinigte Staaten (Billboard) | 1 (36 Wo.)        | 36     |
| Vereinigtes Königreich (OCC)   | 30 (15 Wo.)       | 15     |

| ChartsJahrescharts (2017)      | Platzierung |
| ------------------------------ | ----------- |
| Vereinigte Staaten (Billboard) | 6           |

### Auszeichnungen für Musikverkäufe
| Land/Region                  | Auszeichnungen für Musikverkäufe (Land/Region, Auszeichnung, Verkäufe) | Verkäufe  |
| ---------------------------- | ---------------------------------------------------------------------- | --------- |
| Australien (ARIA)            | 2× Platin                                                              | 140.000   |
| Brasilien (PMB)              | Gold                                                                   | 30.000    |
| Dänemark (IFPI)              | Platin                                                                 | 90.000    |
| Deutschland (BVMI)           | Gold                                                                   | 200.000   |
| Frankreich (SNEP)            | Platin                                                                 | 133.333   |
| Italien (FIMI)               | Platin                                                                 | 50.000    |
| Neuseeland (RMNZ)            | 2× Platin                                                              | 60.000    |
| Polen (ZPAV)                 | Gold                                                                   | 25.000    |
| Portugal (AFP)               | Platin                                                                 | 10.000    |
| Vereinigte Staaten (RIAA)    | 4× Platin                                                              | 4.000.000 |
| Vereinigtes Königreich (BPI) | Platin                                                                 | 600.000   |
| Insgesamt                    | 3× Gold · 13× Platin ·                                                 | 5.338.333 |

Hauptartikel: Quavo/Auszeichnungen für Musikverkäufe